# Jimmy McGrory
James Edward "Jimmy" McGrory (Glasgow, Escocia; 26 de abril de 1904 – ibidem, 20 de octubre de 1982), fue un futbolista escocés, reconocido como uno de los mejores futbolistas de la historia del fútbol británico y legendaria figura del Celtic Football Club en el que militó quince temporadas. Es según los portales expertos en estadísticas históricas de Rec.Sport.Soccer Statistics Foundation y Federación Internacional de Historia y Estadística de Fútbol (IFFHS) el séptimo máximo goleador en los campeonatos de Primera División de Europa, con 410 goles —mismo registro a nivel mundial. Los datos son reconocidos por la UEFA y la FIFA.
A lo largo de su carrera anotó un total de 550 goles, siendo 522 con el equipo de Glasgow, del que es su máximo goleador histórico. Los mencionados 410 goles, logrados en el mismo número de partidos le colocaron como el máximo realizador de la historia del fútbol británico y de la Liga de Escocia, respectivamente.
Después de su carrera, trabajó como entrenador, al principio en el Kilmarnock Football Club y después, de 1945 a 1965, en el Celtic Football Club.

## Palmarés

### Jugador
- Liga de Escocia: 1925–26, 1935–36
- Copa de Escocia: 1924–25, 1926–27, 1930–31, 1932–33, 1936–37

### Entrenador
- Liga de Escocia: 1953–54
- Copa de Escocia: 1950–51, 1953–54
- Copa de la Liga: 1956–57, 1957–58